# セルビア人

旧ユーゴスラビアの民族分布（2008年）。クリームイエローがセルビア人。

セルビア人（セルビアじん、セルビア語:Срби / Srbi）は、主にセルビアやボスニア・ヘルツェゴビナのスルプスカ共和国を中心に住む南スラヴ人。民族文化や言語はクロアチア人・ボシュニャク人（ボスニア人）とほぼ同じだが宗教が異なる。セルビア人には正教会信徒が多い。

## 歴史
7世紀ごろバルカン半島中西部に定住し東ローマ帝国の影響下で正教会を受容した。12世紀後半にセルビア王国を打ち建ててセルビア人は東ローマ帝国から自立し、新たにセルビア正教会を樹立して宗教上も独立を勝ち取った。14世紀半ばにセルビア王国は黄金期を迎えるが、その後急速に衰弱しオスマン帝国の圧政下に置かれることとなった。
ナポレオン戦争後にウィーン体制がしかれて中欧の民族運動のほとんどが失敗に終わったにもかかわらず、セルビア民族主義運動はロシアの後ろ盾で成功し1860年代にはかなりの自治権を認められるようになった。1878年サン・ステファノ条約とベルリン条約を通じてセルビアはモンテネグロ、ルーマニアとともに再び独立を勝ち取った。
第一次大戦後にセルビア王国はスロベニア、クロアチア、ボスニア・ヘルツェゴビナをオーストリアから奪取し南スラブ人による共同国家ユーゴスラビア王国の建設をめざす。民族問題に頭を悩ませたユーゴ政府はセルビア独裁体制を建設してこれに対応しようとしたためクロアチア人との対立が深まり第二次大戦中ユーゴはクロアチアに独立を許すこととなる。アンテ・パヴェリッチにより70万人のセルビア人が虐殺された。大戦後もユーゴスラビアの構成員としてクロアチア人、スロベニア人、ボシュニャク人、マケドニア人と協調を図ってきたが1980年指導者チトーを失ってからはクロアチア人と再び対立を深めた。また、コソボではアルバニア人とセルビア人との関係が険悪となり、15年近くにわたり両者が激しく睨み合うこととなった。
1992年にはユーゴスラビア連邦共和国（FRJ）が成立しセルビアはモンテネグロとともに連邦構成国となった。その後2003年にFRJの国称はモンテネグロ人アイデンティティー確立の風潮にあわせセルビア・モンテネグロと改まった。サッカーワールドカップが迫る2006年6月3日、これに先立つ5月23日におこなわれた国民投票の結果を踏まえ、モンテネグロはセルビア・モンテネグロから独立を宣言。6月5日にセルビアがセルビア・モンテネグロ継承を宣言し、旧ユーゴスラビアは完全に解体した。また2008年には国連統治下にあったコソボが分離独立を宣言したが、セルビア政府は今日に至るまで承認していない。

## 分布
セルビア人がとりわけ主要な地位を占めるセルビアとスルプスカ共和国では、国旗の意匠（上から順に赤・青・白）や国章（赤地に白い双頭鷲）、国歌（正義の神 Boze Pravde）は同じものを用いて民族主義色の強い文化を維持してきた（ただし国章は微妙に異なる）。しかし、スルプスカ共和国においては、これらのシンボルを用いることがイスラム教徒のボシュニャク人やカトリックのクロアチア人に対する差別に当たると主張され、2007年以降国章が、2008年には国歌が変更されている。

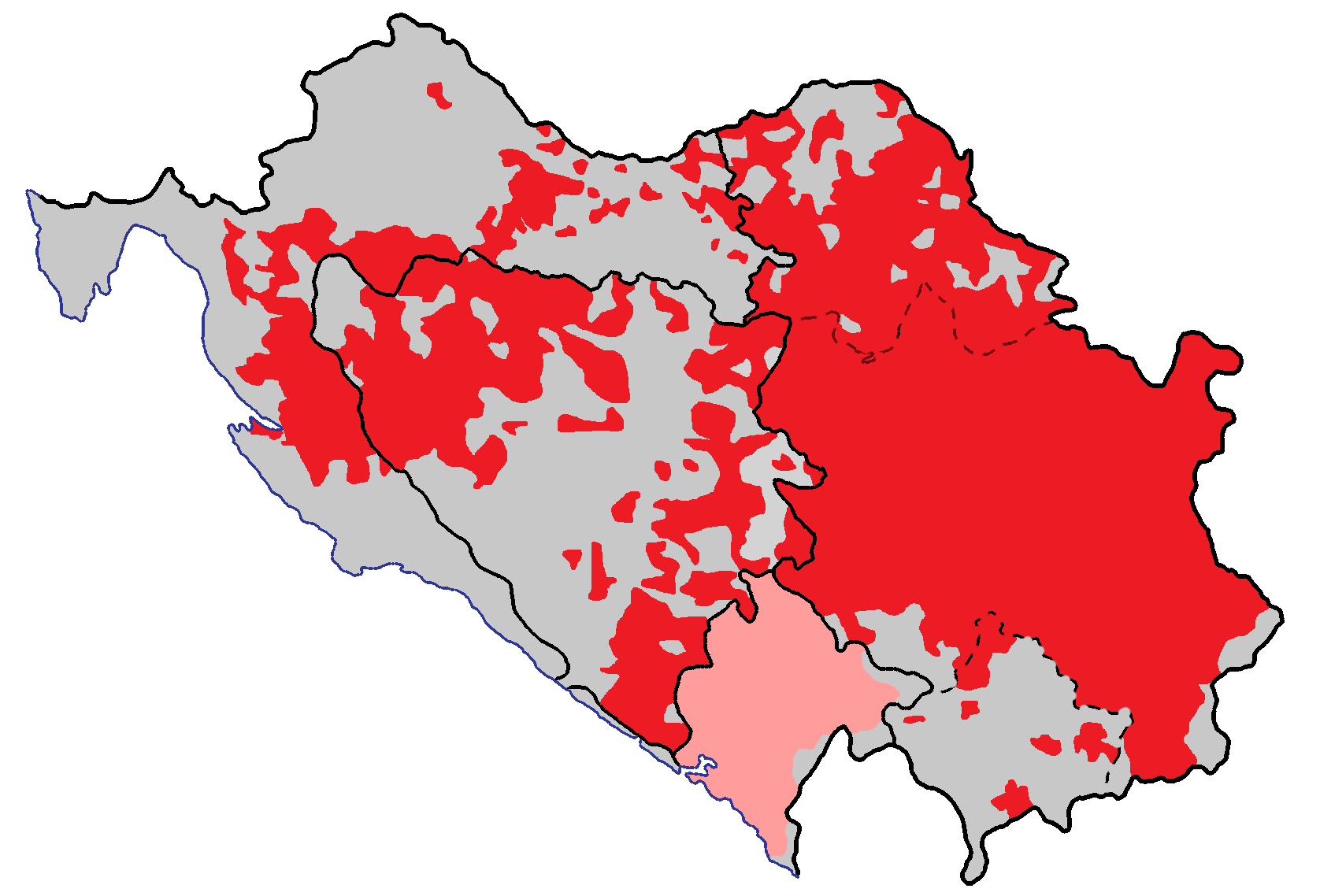
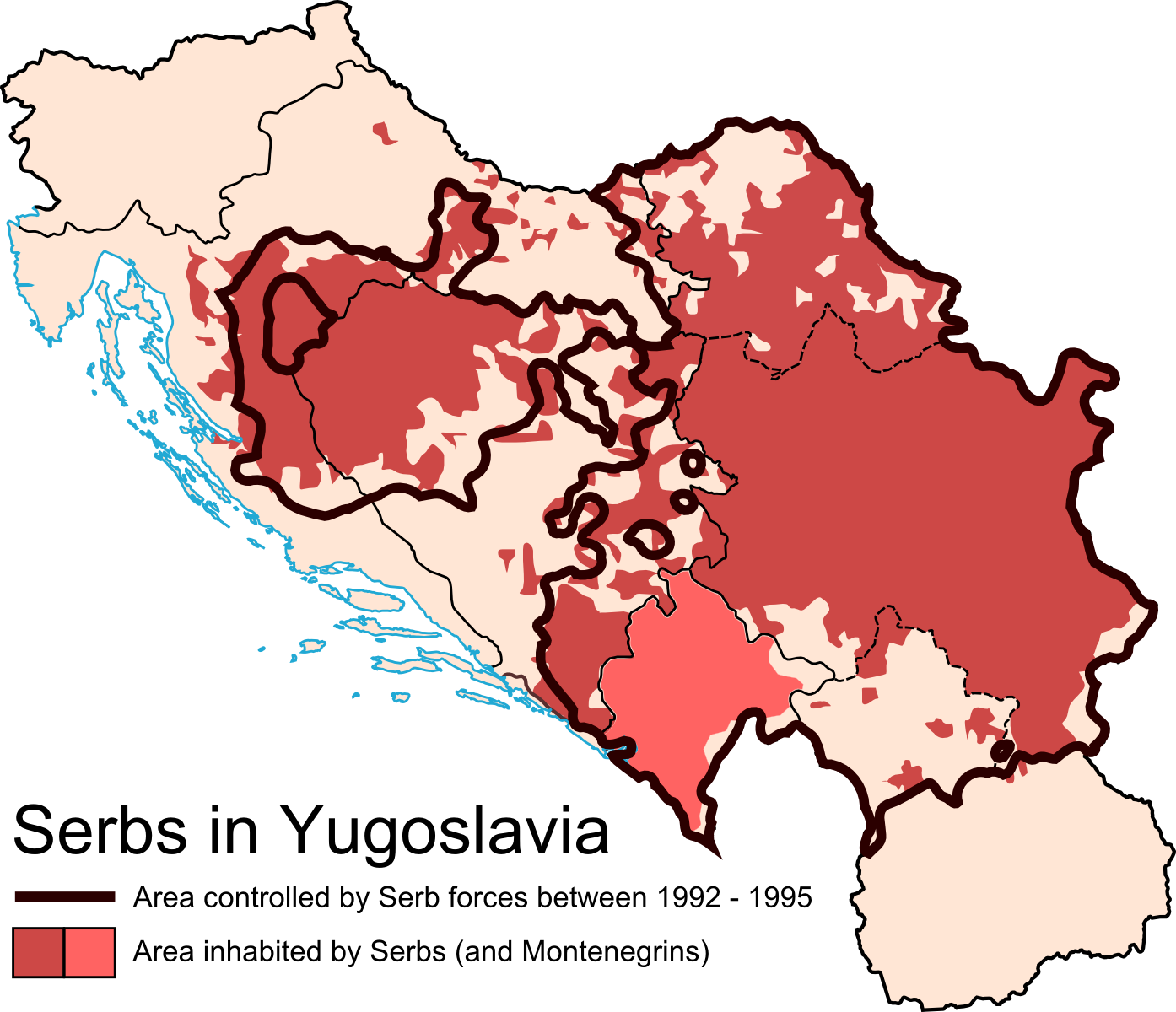
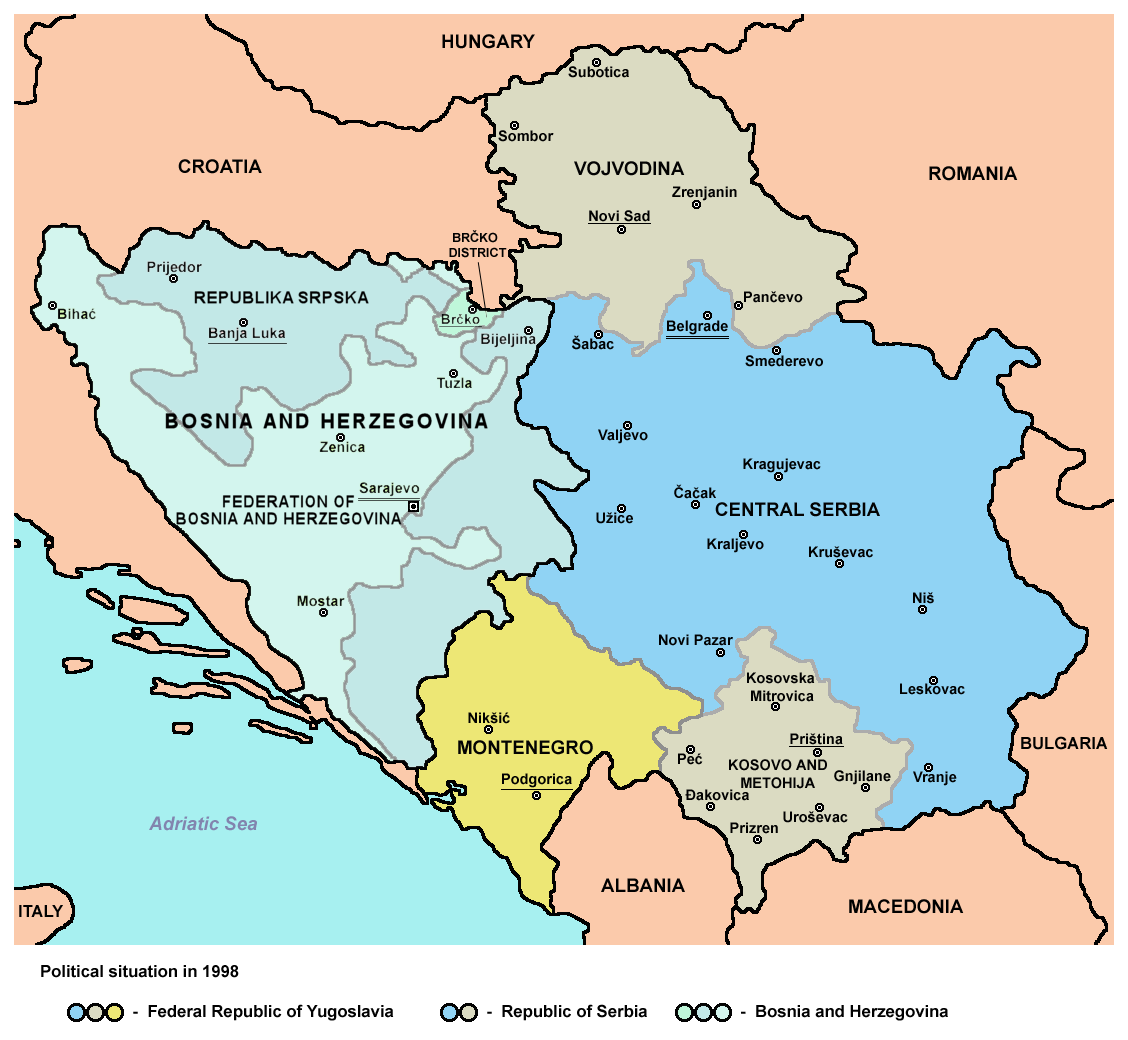
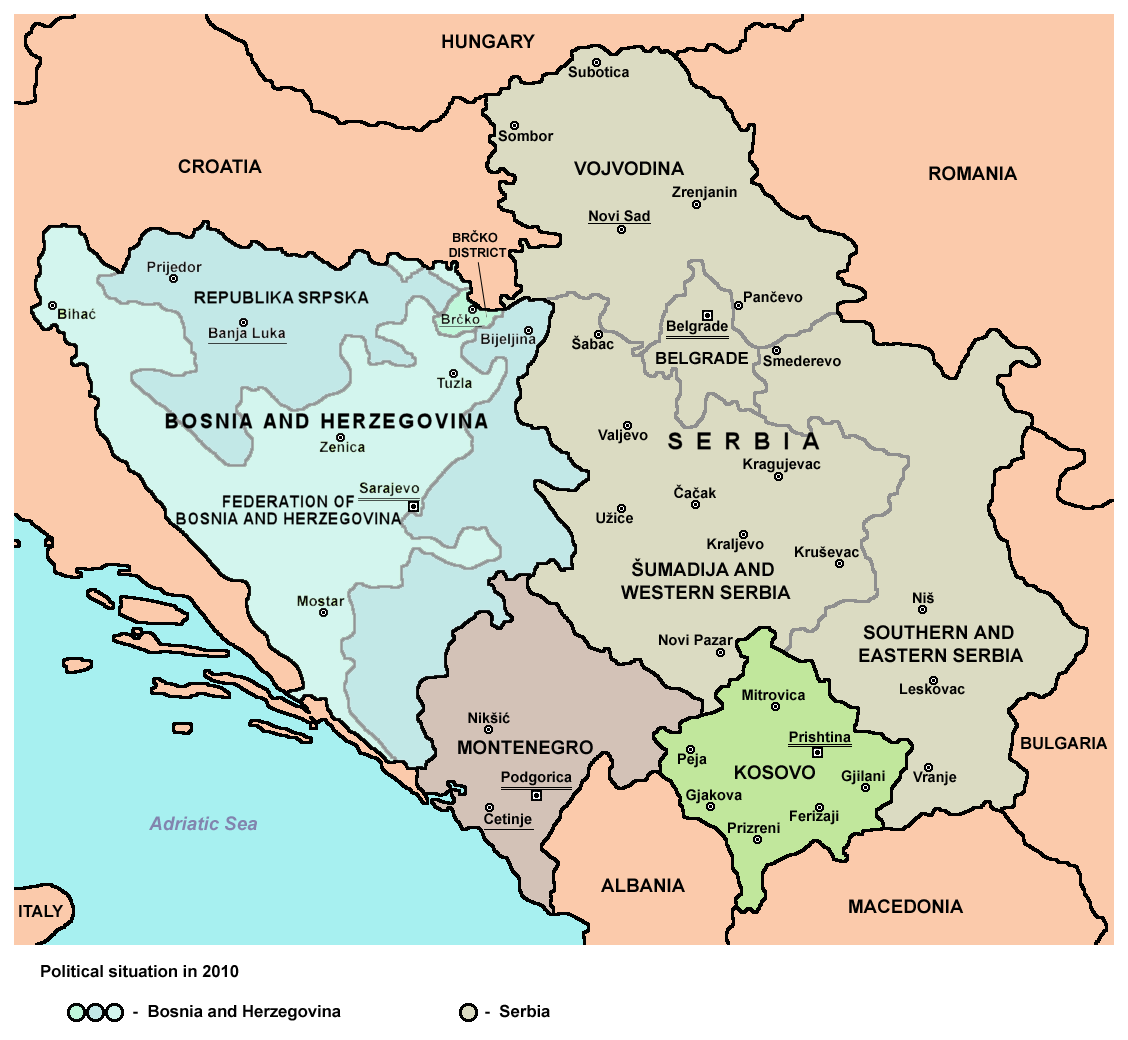